# Neues Gymnasium Nürnberg
Das Neue Gymnasium Nürnberg ist ein humanistisches und sprachliches Gymnasium in Nürnberg.

## Geschichte
Am 23. Mai 1526 eröffnete der Rat der Freien Reichsstadt Nürnberg mit einem Festvortrag Philipp Melanchthons die Obere Schule, die auf den Wissenschaftssprachen Latein und Griechisch aufgebaut war. 1810 wurde das Gymnasium vom  Philosophen Georg Wilhelm Friedrich Hegel reformiert und 1889 in das Alte (heute Melanchthon-)Gymnasium und in das Neue Gymnasium aufgeteilt. Das NGN erhielt einen Neubau am Hauptbahnhof, an der Stelle des jetzigen Neuen Museums. Dies bedeutete ein zusätzliches Bildungsangebot für die schnell wachsende Südstadt und das Nürnberger Umland.
Aus der dann behelfsmäßig nach dem Zweiten Weltkrieg wieder aufgebauten Teilruine siedelte das Neue Gymnasium 1959 in den Neubau an der Weddigenstraße über. 1966 wurde ein Neusprachlicher Zweig eingerichtet, 1976 erfolgte die Erhebung zur Seminarschule. Das Neue Gymnasium verschrieb sich dem Motto Scholae sunt humanitatis officinae (‚Schulen sind Werkstätten der Menschlichkeit‘).

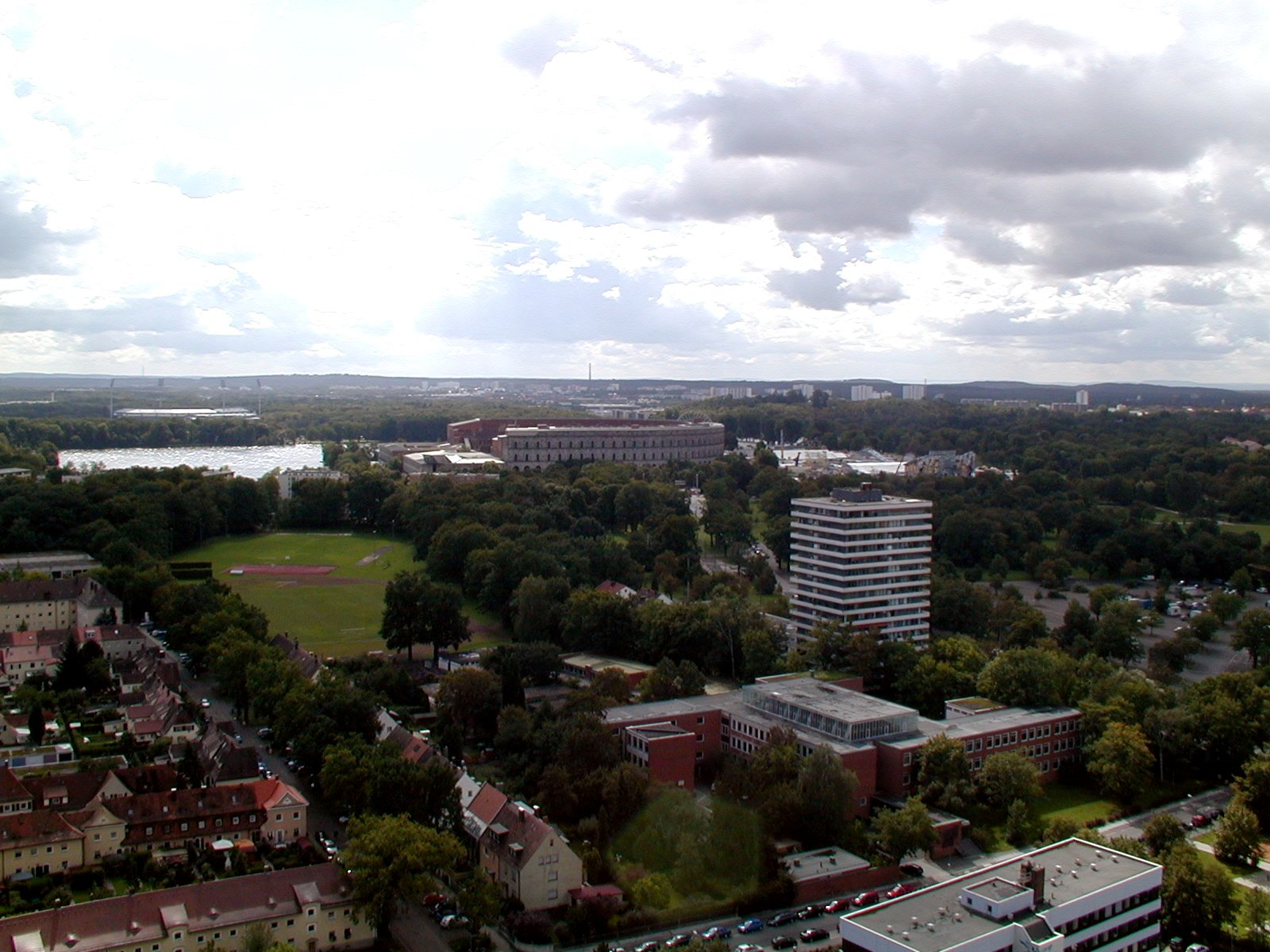
Neues Gymnasium, Luftbild von NW

## Lage
Der 1959 bezogene Neubau liegt westlich an der Weddigenstraße und zentrumsnah im Nürnberger Stadtteil Gleißhammer.
Das Schulgelände hat lediglich an der Südwestseite, durch den Fischbach, eine natürliche Abgrenzung. Die Südost- und weite Teile der Nordostseite sind durch einen schmalen Weg von den angrenzenden Grundstücken getrennt, der restliche Teil liegt unmittelbar an privaten Immobilien.
In Nachbarschaft befinden sich die Meistersingerhalle, der Luitpoldhain, der Dutzendteich, das ehemalige Reichsparteitagsgelände mit dem Dokumentationszentrum Reichsparteitagsgelände in der Kongresshalle, die Bundesagentur für Arbeit und auch das naturwissenschaftlich orientierte Martin-Behaim-Gymnasium.
Neben dem Volkspark Dutzendteich mit dessen Freizeitangeboten wie beispielsweise einem Bootsverleih oder einem Café finden in unmittelbarer Umgebung auch etliche Großveranstaltungen statt. Erwähnenswert sind hierbei Rock im Park, Klassik Open Air das Nürnberger Frühlings- und Herbstvolksfest und die Norisring-Rennen. Zudem gibt es eine Vielzahl an Restaurants und Einzelhändlern in der Nähe.
Dank der guten Einbindung in das Nürnberger Nahverkehrsnetz ist die Innenstadt mit Straßenbahn, S-Bahn oder Bus in wenigen Minuten erreichbar.
Der Schulkomplex besteht im Wesentlichen aus vier Gebäuden und einer großen Sportanlage (siehe Luftbild).

## Schullaufbahn
Heute präsentiert sich das Neue Gymnasium Nürnberg als humanistisches und sprachliches Gymnasium mit folgenden Sprachenfolgen:
1. Fremdsprache (Jahrgangsstufe 5)
  1. Latein
  2. Französisch
2. Fremdsprache (Jahrgangsstufe 6)
  1. Englisch
3. Fremdsprache (Jahrgangsstufe 8)
  1. Spanisch
  2. Französisch (falls nicht als erste Fremdsprache)
  3. Altgriechisch

Seit einigen Jahren kommt jährlich eine neue Klasse hinzu, die Französisch und Englisch als gleichzeitig beginnende Fremdsprachen (ab Jahrgangsstufe 5) lernt. Es besteht zudem die Möglichkeit, das AbiBac, ein deutsch-französisches Abitur, abzulegen.

## Offene Ganztagsschule
Seit dem Schuljahr 2004/2005 bietet das Neue Gymnasium eine  Offene Ganztagsschule an. Das kostenfreie Angebot (Mittagessen, Hausaufgabenbetreuung, Freizeitangebote) richtet sich v. a. an Kinder in der Unter- und Mittelstufe.
Seit 2013 besteht die Möglichkeit den Gebundenen Ganztag zu wählen. Schüler, die am Neuen Gymnasium die Ganztagsform besuchen, beginnen in der 5. Jahrgangsstufe gleichzeitig mit Französisch und Englisch. Die erste Fremdsprache ist Französisch, das Englisch aus der Grundschule wird mit reduzierter Stundenzahl (drei Wochenstunden) fortgeführt. In der achten Jahrgangsstufe besteht die Möglichkeit, den sprachlichen Zweig (dritte Fremdsprache Spanisch) oder den humanistischen Zweig (dritte Fremdsprache Griechisch) zu wählen.

## Schulleitung
- Max Lechner, 1889–1902
- Friedrich Mayer, 1902–1910
- Karl Loesch, 1910–1919
- Karl Wunderer, 1919–1924
- Hans Keller, 1924–1934
- August Radina, 1934–1939
- Gustav Strobl, 1939–1945
- August Radina, 1946–1948
- Günther Reubel, 1948–1952
- Alexander Schäfer, 1952–1970
- Erich Heller, 1970–1975
- Erwin Ott, 1975–1987
- Heinrich Weber, 1987–1999
- Walther Unsin, 1999–2007
- Karl-Heinz Bruckner, 2007–2016
- Harald Fischer, 2016–2025
- Angelika Pertiller, 2025–

## Erweiterungsbau
Im Rahmen des G8 wurde die Errichtung eines Erweiterungsbaus zur Mittags- und Nachmittagsbetreuung unumgänglich. Die Pläne hierzu wurden 2005 von der Regierung und der Stadt genehmigt. Nach dem Baubeginn 2007 ist das Gebäude seit September 2008 fertiggestellt. Der Neubau stellt vor allem geeignete Räumlichkeiten für die Ganztagsbetreuung und zur Mittagsverpflegung mit Küche zur Verfügung. Von Montag bis Donnerstag werden verschiedene Menues angeboten. Weitere Räume wie ein Hausaufgabenraum für die Nachmittagsbetreuung, ein Theaterprobenraum, ein EDV-Raum und ein Schülercafé sind eingeschlossen.

## Bekannte Schüler
- Georg Weiß (1885–1951), Pädagoge und Hochschullehrer
- Otto J. Brendel (1901–1973), deutsch-US-amerikanischer Archäologe
- Rudolf Graber (1903–1992), römisch-katholischer Bischof von Regensburg
- Josef Schneider (1906–1998), römisch-katholischer Erzbischof von Bamberg
- Christoph Probst (1919–1943), Mitglied der Weißen Rose, einer studentischen Widerstandsgruppe gegen den Nationalsozialismus; Schüler von 1930 bis 1932
- Wolfgang Strobl (1920–1993), Universitäts-Professor
- Roland Berger (* 1937), Unternehmer und Politikberater, Gründer der Roland Berger Strategy Consultants
- Günter Dollhopf (1937–2018), Maler, Grafiker und Hochschullehrer
- Peter Schönlein (1939–2016), von 1987 bis 1996 Oberbürgermeister der Stadt Nürnberg
- Hans Peter Hümmer (* 1943), Kinderchirurg und Studentenhistoriker
- Klaus-Peter Murawski (* 1950), Chef der Staatskanzlei des Landes Baden-Württemberg
- Ingo Patschke (* 1952), Arzt und Inspekteur des Sanitätsdienstes
- Klemens Gsell (* 1961), ehemaliger dritter Nürnberger Bürgermeister
- Thomas Hermanns (* 1963), Comedian
- Henrike Lähnemann (* 1968), Professorin an der University of Oxford
- Tom Beck (* 1978), Schauspieler
- Sandra Rieß (* 1986), Hörfunk- und Fernsehmoderatorin